# Billy Lyall
Billy Lyall (nacido como William Lyall, el 26 de marzo de 1953, fallecido el 1 de diciembre de 1989) fue un músico británico.
Nacido en Edimburgo, Escocia, Lyall fue el teclista y cantante de Pilot, después de ser integrante de dicha banda se unió a Bay City Rollers. También contribuyó con The Alan Parsons Project con colegas de Pilot. Adicionalmente, lanzó un álbum en solitario, Solo Casting, en 1976. Lyall murió de causas relacionadas con sida en 1989.
De acuerdo con Tam Paton, Lyall era homosexual.